# 木村庄之助 (29代)
29代 木村 庄之助（にじゅうきゅうだい きむら しょうのすけ、本名：櫻井 春芳（さくらい はるよし、旧姓・梯〈かけはし〉）、1936年3月26日 - ）は、大相撲の立行司の一人。木村庄之助としての在位期間は1995年1月-2001年3月。二所ノ関部屋所属。

## 人物
高知県香南市香我美町岸本（旧香美郡香我美町）出身。
幼少期、岸本の漁師、梯長太郎の養子となる。香南市立岸本小学校4年生の時に、隣人で園芸を営むの河村重寅という相撲愛好家に 「どうか、東京に行ってみないか」 と言われ、故郷を離れ、二所ノ関部屋に入門。
満9歳でいわゆる「豆行司」と呼ばれる年齢の1945年11月に木村春芳の名で初土俵。のちに師匠の三役格行司・9代式守与太夫の養子となり、房錦は義理の兄になった（房錦と同じ学年だが、生まれは房錦のほうがわずかに早い）。序ノ口格で13代木村玉之助の付人になり、式守春芳、木村壽男、木村春義、木村真之助、式守真之助に改名したのち、1963年1月に十両格に昇格、養父の前名である2代式守慎之助を襲名。1980年に1月に幕内格に昇格。1985年1月に養父の跡を継ぎ、9代式守錦太夫を襲名。1992年1月に三役格に昇格。
1993年7月に27代伊之助、同年11月には28代庄之助と立行司が相次いで停年退職した。通常三役格行司から立行司に昇格させるが、3人ともまだ三役格に昇格して年数が経っていないため、立行司昇格は見送られ、1994年1月場所と1994年3月場所の2場所の間は史上初の立行司不在とし、同じ三役格の3代木村善之輔、8代式守勘太夫とともに立行司昇格を争った。これを勝ち抜いて1994年5月に立行司28代伊之助を襲名。その4場所後の1995年1月に29代庄之助を襲名。以後6年間にわたって行司の最高位を務めた。庄之助の在位期間38場所は行司停年制実施以降では27代庄之助に次いで2位。
やや鼻のつまったような声（「タカローハラー」、「アケボロー」など）が特徴的であった。
2023年6月22日に、27代庄之助が死去したため、歴代の庄之助で最年長の存命者となった。また、停年まで務めた元行司でも最年長の存命者となっている。また、満10歳以下で行司デビューし最終的に木村庄之助になった最後の行司でもある。

## 軍配
- 幕内格初期の頃までは木目基調の軍配を使用、9代式守錦太夫を襲名後、黒漆塗りの「中道実相」と記された軍配を使用。（この軍配は後に式守錦太夫の譲り団扇となる。）他にも黒漆無地の軍配を時々使用。
- 28代式守伊之助昇格直前に、「平常心」と記された軍配を用いるようになり、その後、立行司在任中、東京場所では主に千秋楽のみ（譲り団扇を使うため使用しないこともあった）、地方場所では15日間通しで使用していた（地方場所では、時々別の軍配を使用することもあった）。また、ほんの一時期ではあるが軍配の表面「平常心」が書かれた面を裏面として使用していた時期もあった。
- 29代木村庄之助昇格後は、東京場所で代々庄之助に伝わる譲り団扇を交互に使用していた（期間は特にきまっていない）。

## その他
- 入門後すぐにホームシックで故郷に逃げ帰ったが、近所の人に連れ戻され、実家へ帰りつくことはできなかった[2]。

- 武双山が勝った取り組みにおいて、勝ち名乗りをあげる際に誤って「武蔵丸」と言ってしまい、直後に気づいて「武双山」と言い直したことがある。

- 立行司昇格レースで3代善之輔改め29代伊之助を抜いた形になったが、29代庄之助の方が1年先輩であり、元々は番付も29代庄之助の方が上位だった。学年は本来ならば29代庄之助と29代伊之助とは同学年だったが、義務教育の終了が29代庄之助は本来より1年遅れた為にまだ幕下以下の行司だった時に29代伊之助（他にも十両格昇格前後で廃業した行司が3、4人いた）と番付が入れ替わることになり、以降は三役格での立行司昇格レースまで29代伊之助の方が上位となっていた。その為、正確には29代伊之助を抜いたというよりは新弟子時代の元の序列に戻ったというのが正しい。また、29代庄之助は29代伊之助が序列が上位になった際に協会から「資格者になったら元に戻す」と言われた様だが、結局は29代庄之助が伊之助に昇格するまで約40年元には戻らなかった。

- 郷土は相撲処として有名で29代庄之助自身も強力な後援会に恵まれていたため、下手な幕内力士よりも経済的には恵まれていた。

## 履歴
- 1945年11月　初土俵・木村春芳
- 1948年10月　式守春芳に改名
- 1951年9月　木村壽男に改名
- 1952年1月　木村春義に改名
- 1955年3月　木村真之助に改名
- 1958年9月　式守真之助に改名
- 1963年1月　十両格に昇格・2代式守慎之助襲名
- 1980年1月　幕内格に昇格
- 1985年1月　9代式守錦太夫襲名
- 1992年1月　三役格に昇格
- 1994年5月　立行司に昇格。28代式守伊之助襲名
- 1995年1月　29代木村庄之助襲名
- 2001年3月25日　停年退職(3月場所千秋楽と同日）

## 著書
- 29代木村庄之助『一以貫之』高知新聞社（原著2002年12月1日）。ISBN 978-4875033455。 NCID BA65221610。